# 南尚智
南尚智（韓語：남상지，1989年12月14日—），韓國女演員。

## 簡歷
南尚智在大學時期起，開始於話劇集中地「大學路」長時間參與話劇演出。其後，她在2016年參演電影《鬼鄉》及《德惠翁主》的閒角正式出道。翌年，她參演電視劇《多樣的兒媳》的配角角色，首度亮相於小螢幕中。
2022年，她在日日劇《加油，我的人生》中首度出演女主角角色。

## 演出作品

### 電視劇
- 2017年：MBC《多樣的兒媳》飾演 朴智浩
- 2022年：KBS1《加油，我的人生》飾演 徐冬熙
- 2023年：KBS2《秘密的女人》飾演 朱愛羅（特別出演）
- 2023年：KBS1《咣噹啷啷家族》飾演 柳恩星

### 電影
- 2012年：《崔氏母女》飾演 美子
- 2013年：《婚前夜》飾演 合夥職員
- 2016年：《鬼鄉》飾演 趙毅菲
- 2016年：《德惠翁主》飾演 孤兒院女教師
- 2017年：《Lucid Dream》飾演 秀珍醫院護士
- 2017年：《鬼鄉，沒完的故事》飾演 趙毅菲
- 2020年：《生活就是灰塵》（短篇電影）

## 獎項
- 2023年：KBS演技大獎 - 日日劇部門 女子優秀演技獎《咣噹啷啷家族》

## 外部連結
- 南尚智的Instagram帳戶